# Naviglio di Brescia
Le Naviglio di Brescia est un canal artificiel qui prend les eaux du fleuve Chiese, et traverse la Province de Brescia en Lombardie dans la nord de l’Italie.

## Géographie
La Naviglio naît à Gavardo, traverse la basse Valle Sabbia, baigne Brescia et coupe transversalement la Plaine du Pô orientale.
Il a été essentiellement construit dans les divers buts : d’irrigation, de navigation de transport de marchandises et besoin énergétique. Actuellement son unique fonction est d’assurer l’irrigation des terrains qu’il traverse. La gestion de l’eau est confiée au Consortium pour les fleuves Mella et Chiese, alors que l’entretien du canal est à la charge des communes.

## Structure des canaux

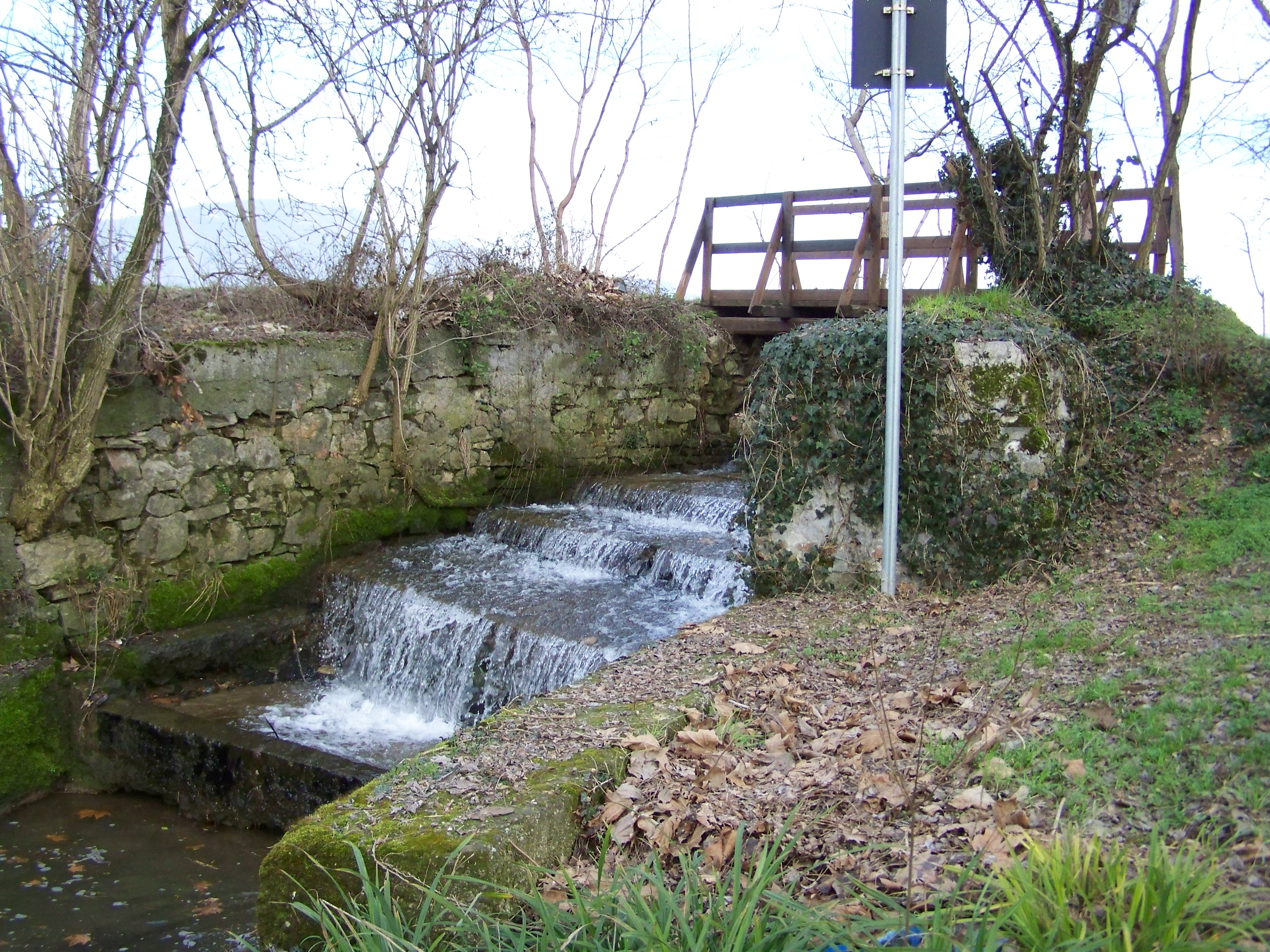
Début du canal de San Zeno

Dans la réalité, la structure du Naviglio est plus complexe qu’il ne semble ; par manque de continuité tout au long de son parcours. Le canal change de morphologie par la présence de nombreuses dérivations secondaires qui réduisent ou augmentent son débit. Les différentes dénominations du canal au long de son cours résultent des différences de morphologie.
- Naviglio Grande Bresciano: est la dénomination du trajet Gavardo - Brescia. Il tire près la moitié du débit du fleuve Chiese à la hauteur de Gavardo; avec une largeur moyenne de 7 et 9 mètres et une profondeur supérieure à 50 cm. De là, naissent plusieurs réseaux d’irrigation de la basse "Valle Sabbia" et les campagnes de Castenedolo et Bedizzole. A Sant'Eufemia (hameau de Brescia), il n’a presque plus d’eau. Jusqu’à la fin du XVIIIe siècle le dernier tronçon n’était pas couvert et courait jusqu’à la zone de Canton Mombello (près des murs des fortifications vénitiennes), où se trouvait un port et son canal ( Vaso Naviglio ).

- Naviglio Cerca: à la hauteur de Sant'Eufemia cette dérivation se détache du Naviglio, avec plus de la moitié de son débit, une largeur de 3 mètres et une profondeur de 50 cm. Elle traverse les localités de Sampolino et San Polo Vecchio; là elle enjambe le torrent Garza et rejoint Borgosatollo.

- Naviglio di San Zeno: dans la campagne autour de Borgosatollo se trouve une série de dérivations du canal au bout desquelles se forme le dit Naviglio di San Zeno. D’une largeur de 3 - 4 mètres et profondeur de 30 cm. Traverse la commune de San Zeno Naviglio et longe sur 3 km la route provinciale S45 Brescia - Cremona. À la hauteur du carrefour pour Montirone, dans la localité de Chiaviche (Poncarale) se trouve un système de barrages mobiles qui régule l’irrigation de la campagne environnante.

- Naviglio Inferiore: dans la localité de Chiaviche di Poncarale le Naviglio prend ce nom. Le long du parcours, qui longe la route provinciale de Brescia - Parme, le canal reçoit les eaux des fossés alimentés par les résurgences de la Plaine du Pô et en même temps alimente de nombreux réservoirs d’irrigation de la campagne de Montirone, Bagnolo Mella, Leno et Ghedi. Il a une largeur moyenne un peu supérieure à 4 mètres et une profondeur d’environ 30 cm.

- Naviglio Isorella: à la hauteur de Ghedi, le Naviglio reçoit aussi les eaux des dérivations provenant du Naviglio Grande. Après Ghedi il reprend les proportions initiales : largeur supérieure à 8 mètres et profondeur de 50 cm. Le canal longe la route Brescia - Parma et traverse la commune de Isorella (d’où il tire son nom).

- Canale il Naviglio (ou seriola Aspiana): Peu après Isorella le canal se sépare en trois cours d’eau: le Vaso Canneta, la seriola Asolana et le Canale il Naviglio. Ce dernier tronçon du Naviglio a une largeur de 2 mètres, profondeur de 20 - 30 cm et parcourt les 15 km qui séparent Isorella de Canneto sull'Oglio. Durant le trajet, près de Cadimarco le canal fait frontière entre les provinces de  Brescia et Mantoue.

Le Naviglio Grande, le Naviglio Isorella et le Canal il Naviglio maintiennent un débit constant tout au long de l’année et sont utilisés pour les concours de pêche sportive. Les autres canaux sont à sec durant la saison estivale.

## Histoire

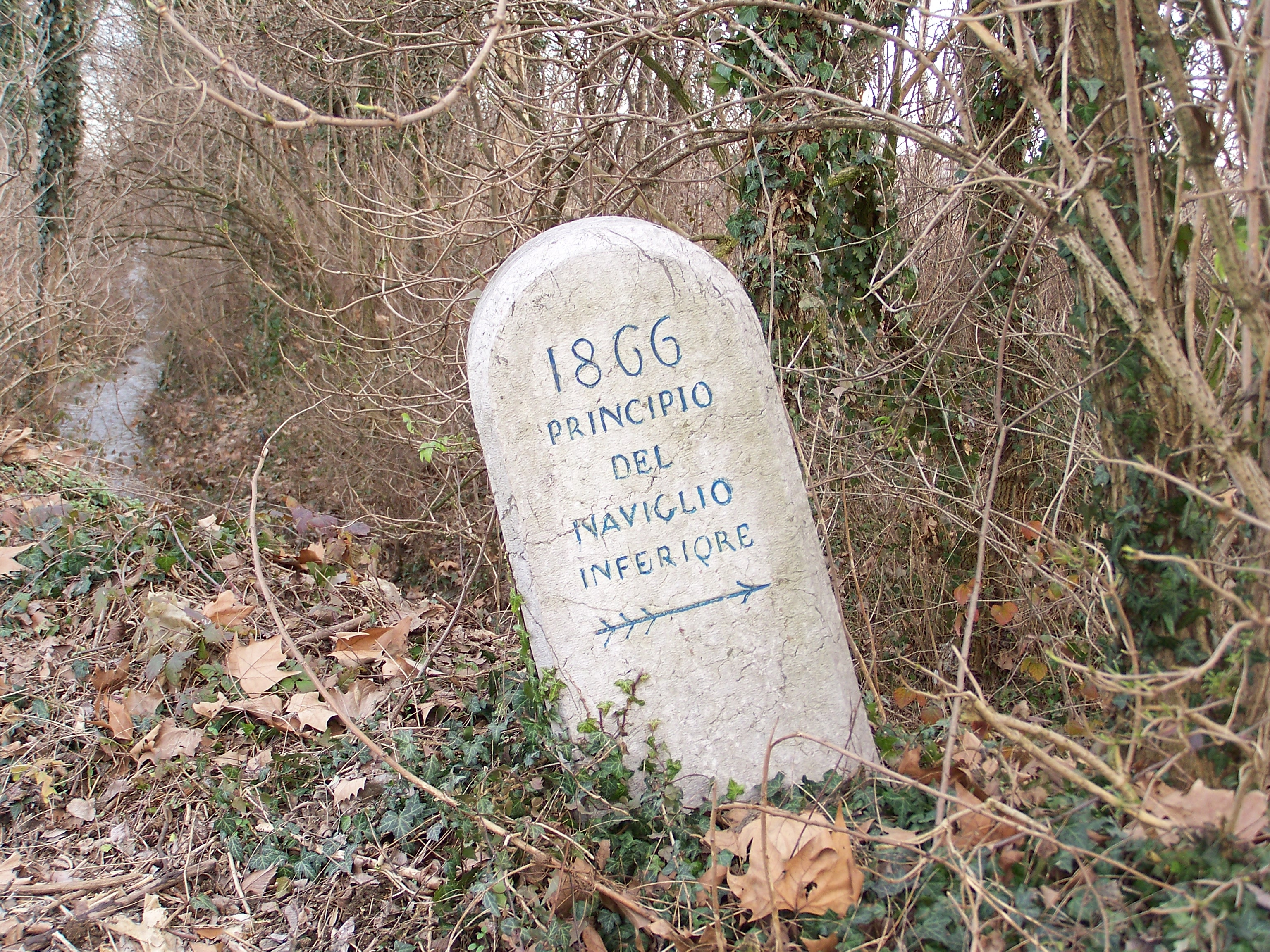
Borne de 1866 indiquant le début du Naviglio Inferiore.

La tradition soutient que la totalité du parcours du Naviglio soit un chef-d’œuvre de l’ingénierie hydraulique de la République communale de Brescia. Sa construction se déroula pendant la régence de l’archevêque Berardo Maggi, au XIIIe siècle, et la tradition veut que cela se fit en « une seule année ». Carlo Cocchetti (historien du XIXe siècle), fait l’hypothèse que le canal fut construit au temps de l’Empire romain et que durant le Moyen Âge il fut simplement curé et élargi sur le tronçon du Naviglio Grande, à des fins de navigation.
Pendant la domination de Venise, de nombreux projets d’élargissement virent le jour, pour le trajet du port de Brescia jusqu’à la confluence avec la Mella à la hauteur de Manerbio, de manière à faciliter la liaison avec la basse plaine.
Le déplacement du torrent Garza, dans les années 1790, eut aussi des effets sur le cours du Naviglio. Les eaux du port de Canton Mombello furent déviées dans le cours du torrent, ce qui eut pour conséquence que le tronçon du Vaso Naviglio ne fut plus utilisé
Dans les années 1960 se projeta la construction d’un canal navigable qui relirait Brescia avec Mantoue, en utilisant les canaux existants (Naviglio di San Zeno et Naviglio Inferiore).

## Sources
- (it) Cet article est partiellement ou en totalité issu de l’article de Wikipédia en italien intitulé « Naviglio di Brescia » (voir la liste des auteurs).